# Колдышкин, Владимир Николаевич
Влади́мир Никола́евич Ко́лдышкин (15 июня 1959, Саратов — 11 января 2021, Энгельс) — советский гребец, чемпион СССР (1981) и двукратный призёр чемпионатов мира (1981, 1982) по академической гребле. Мастер спорта СССР международного класса (1981). Заслуженный мастер спорта России (2001).

## Биография
Родился 15 июня 1959 года в Саратове. Начал заниматься академической греблей в возрасте 15 лет в спортивном обществе «Буревестник». Тренировался под руководством Олега Салеева, в сборной страны с ним также работал Александр Тимошинин.
Наиболее значимых результатов добивался в начале 1980-х годов, выступая в классе четвёрок парных. В 1981 году вместе с Александром Здравомысловым, Сергеем Шевченко и Игорем Ярковым стал чемпионом СССР, после чего их экипаж получил возможность принять участие в чемпионате мира в Мюнхене и завоевал серебряные медали этих соревнований. В 1982 году в составе уже другого экипажа, в который помимо него и Александра Здравомыслова входили Валерий Клешнёв и Виктор Рудакович стал бронзовым призёром чемпионата мира в Люцерне.
В 1983 году завершил свою спортивную карьеру. В 1984 году окончил Саратовский юридический институт им. Д. И. Курского. В том же году переехал в город Энгельс, где в 1984–1989 годах занимался тренерской деятельностью в ДЮСШ ГорОНО. Среди его учеников были победители и призёры всесоюзных и международных соревнований. 
Умер 11 января 2021 года. Похоронен на Восточном кладбище города Энгельс. 